# پوئنت رنده
پوئنت رنده (به لاتین: Pointe Ronde) یک کوه در سوئیس است که در کانتون وله واقع شده‌است. پوئنت رنده ۲٬۶۵۵ متر بالاتر از سطح دریا واقع شده‌است.